# Serjania glutinosa
Serjania glutinosa är en kinesträdsväxtart som beskrevs av Ludwig Radlkofer. Serjania glutinosa ingår i släktet Serjania och familjen kinesträdsväxter. Inga underarter finns listade i Catalogue of Life.